# Luceafărul Bukarest
Luceafărul București war ein Fußballverein in Bukarest, Rumänien. Der Verein wurde 1978 mit dem Ziel gegründet, dauerhaft die talentierteste Kinder und Junioren aus dem ganzen Land auszuwählen und sie zu trainieren. Weniger als ein Jahrzehnt lang, zwischen 1978 und 1985, fungierte der Verein Luceafărul Bukarest als Trainingszentrum. Der Höhepunkt der Leistungen der Mannschaft war die Bronzemedaille, die die Jugendnationalmannschaft bei der Weltmeisterschaft 1981 in Australien gewann.
Vier Jahre vor der Revolution wurden der Verein und sein Zentrum jedoch aufgelöst, um Platz für olympische Nachwuchszentren zu schaffen.

## Bekannte Spieler
- Emil Săndoi
- Gavril Balint
- Ștefan Iovan
- Dorin Mateuț
- Gheorghe Hagi
- Ioan Ovidiu Sabău
- Gheorghe Popescu
- Miodrag Belodedici
- Ioan Andone
- Mircea Rednic
- Florin Prunea
- Zsolt Muzsnay

## Ehemalige Trainer
- Nelu Nunweiller
- Costică Toma
- Eugen Mladin
- Gheorghe Manga
- Marcel Pigulea